# Де Сантис, Массимо
Массимо Де Сантис  (итал. Massimo De Santis; род. 8 апреля 1962, Тиволи, Лацио) —  итальянский футбольный арбитр.

## Карьера
В качестве арбитра итальянской Серии A дебютировал в 1995 году.
Его первая международная игра состоялась зимой 2000 года. Он также был арбитром футбольного турнира Олимпиады в Афинах.
В 2003 году отмечен Премией Джованни Мауро лучшему итальянскому арбитру сезона.
Де Сантис был выбран в качестве представителя судейского корпуса Италии на чемпионате мира по футболу 2006 года, но был исключен национальной федерацией из-за громкого скандала в итальянском футболе, получившего название «Кальчополи». Де Сантис категорически отрицал свою вину,  но в январе 2006 года был официально отстранён от футбольной деятельности до 2011 года. 24 марта 2015 года  Верховный суд Италии после многочисленных заседаний, апелляций и пересмотров дела окончательно утвердил приговор к одному году (условно) для Де Сантиса. 
1 апреля 2006 года де Сантис обслуживал матч чемпионата России между «Спартаком» и ЦСКА (1:1), удалив по ходу встречи Игоря Акинфеева за игру рукой не в пределах штрафной площади.
Де Сантис свободно говорит на итальянском и английском языках.